# Строительная наука

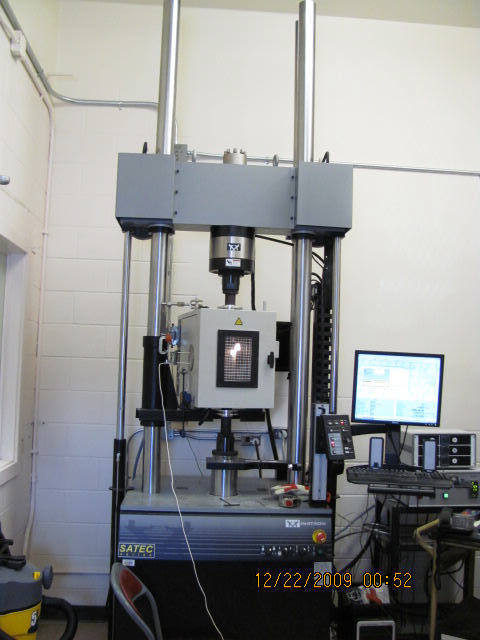
Малая горелка на 600°C со статической нагрузкой для тестирования строительных материалов

Строительная наука это набор научных знаний и опыта, сосредоточенных на анализе и контроле физических, химических и биологических явлений, касающихся строительства и архитектуры. Традиционно она включает в себя детальный анализ строительных материалов и ограждающих конструкций, пожарной безопасности, звукоизоляции, инсоляции, а также механизмов движения тепла и влаги. Практические цели строительной науки — предоставить предсказуемые решения для оптимизации эффективности зданий, и понимание и предотвращение ошибок в строительстве.

## Обзор
Строительная наука это архитектурно-инженерно-строительная дисциплина, которая ставит своей задачей 'техническое проектирование' зданий с учётом природных физических явлений, таких как:
- погодные явления (солнце, ветер, дождь, температура, влажность), и связанные с ними: циклы заморозки-разморозки, точка росы/выпадения инея, распределение снеговых нагрузок, формирование молний и т. п.
- состояния и свойства грунтов (сейсмические воздействия, активность грунтовых вод, глубина промерзания и т. п.)
- свойства материалов,(такие как гальваническая коррозия между разнородными металлами, проницаемость материалов для воды и водяного пара, совместимость и долговечность).
- физические, химические и биологические характеристики, такие как: капиллярность, абсорбция, конденсация ("на какой глубине в толще стены окажется точка росы?"), теплопередача (теплопроводность, конвекция, тепловое излучение), динамика давления водяного пара, химические реакции (включая горение), адгезия/когезия, трение, хрупкость, эластичность, также физиология грибов и низших грибов.
- психология человека (комфорт, воздействие на органы чувств, функция потоотделения, чувствительность к химическим веществам и т. п.)
- потребление энергии, управляемость параметров среды, ремонтопригодность, долгосрочная и устойчивая надёжность, здоровье и физиологический комфорт жильцов.

## См.также
- Строительство
- Архитектура